# Philippe Colin (kayakiste)
Pour les articles homonymes, voir Philippe Colin et Colin.
Philippe COLIN, né le 14 septembre 1979 à Besançon est un kayakiste français pratiquant le kayak de course en ligne (sprint). Il commence le kayak de course en ligne au CKM (Canoë Kayak Marnay) en 1986, à la suite de la fermeture du club, il intègre le SNB (Sport Nautique Besançon) en 1991. Il rejoint le club du SEV (Strasbourg Eaux Vives) en 2000.
Il honore sa première sélection en équipe de France en 1996 en finissant sixième des Championnats d'Europe junior de Poznan en k2 1000 avec Nicolas PARGUEL
En 1999, il intègre l'école nationale de police de Draveil, affecté à l'aéroport de Roissy, il est détaché en 2003 pour pouvoir s'entraîner à plein temps grâce à son statut de sportif de haut niveau
En 2007 il devient champion du monde du k2 1000 avec Cyrille Carré.
En 2009, vice champion du monde en k4 1000m avec Vincent LECRUBIER, Guillaume BURGER, et Sébastien JOUVE.
En 2010, il remonte à nouveau sur la plus haute marche du podium cette fois en k4 1000 avec Arnaud Hybois, Etienne HUBERT et Sébastien JOUVE.
6ème au jo de Pékin en k2 1000 avec Cyrille Carré, il échoua par deux fois dans sa quête de quota olympique, lors du Tournoi de Qualification Olympique en k2 1000 avec Babak AMIR TAHMASSEB en 2004, puis dans la même embarcation avec Vincent LECRUBIER en 2012.
Il remporte 2 médailles de Bronze lors des Championnats D'Europe 2007 et 2008 avec Cyrille Carré en k2 1000m.
Entre 2005 et 2012, il monte 10 fois sur des podiums de Coupe du Monde essentiellement en biplace et en 4 places (3 or, 6 argent, 1 bronze)
Avec 24 titres de Champion de France, 7 titres de vice champion de France, et 6 médailles de bronze entre 1993 et 2012
En 2015, il commente le canoë-kayak lors des Jeux européens de 2015 sur L'Équipe 21. Durant les Jeux olympiques 2020 à Tokyo, il est consultant pour France Télévisions et commente les épreuves de course en ligne de canoë-kayak avec Hélène Macurdy.
Il prend sa retraite fin janvier 2014.
En 2017 il devient entraîneur au pôle France de Vaires sur Marne. Il entraîne des céistes (Adrien BART et Eugénie DORANGE) mais également des kayakistes (Jérémy Candy, Quentin URBAN, Quilian KOCH...)
En 2022 il s'occupe du groupe Kayak hommes seniors. Le k4 obtient une médaille de bronze à la deuxième coupe du monde et aux championnats d'Europe.
En septembre 2023, à la suite d'une restructuration, la fédération Française de Canoë kayak ne souhaite plus faire recours à ses services.
Le 1er juillet 2024 il intègre la mission sport de la Police Nationale.